# Hudiksvalls Förenade Fotboll
O Hudiksvalls ABK é um clube de futebol da Suécia fundado em 18 de maio de 1931. Sua sede fica localizada em Hudiksvall.